# 歐申賽德 (紐約州)
歐申賽德（英語：Oceanside）是位於美國紐約州拿騷縣的普查規定居民點。

## 人口
根據2020年美國人口普查的數據，歐申賽德的面積為14.06平方千米，當中陸地面積為12.77平方千米，而水域面積為1.29平方千米。當地共有人口32637人，而人口密度為每平方千米2,321.27人。